# Skottlands vapen
Skottlands vapen användes före 1603 i det skotska riksvapnet. Vapnet finns även med på den skotska kungliga baneret. Vapnet består av ett gult fält (gul sköld) med ett upprätt lejon i röd, med blå tunga och klor, inom en dubbel lilje- och kontraliljeinfattning i röd (kallad i engelska royal tressure flory-counter-flory).

Kungariket Skottlands riksvapen före 1603
Skottlands variant av Storbritanniens statsvapen
Variant som används av Storbritanniens statsförvaltning i Skottland
Skottlands riksbaner förs av drottningen